# Малґожата Лебда
Малґожата Лебда (пол. Małgorzata Lebda; 1985, Новий Сонч) — польська поетка, науковець, фотограф.

## Біографія
Виросла в гірському селі Желєзнікова Вєлька у польський Бескидах. Захистила дисертацію під назвою «Прихована мова образу. Роль поетики в інтерпретації сучасної фотографії». Займається екстремальними видами спорту, туризмом та альпінізмом. Мешкає у Кракові.
Видала чотири поетичні книжки: «Відкрита на 77 сторінці» (2006), «Тропи» (2009), «Межа лісу» (2013), «Маточник» (2016),  «Сни укермеркерів» (2018).
2020 року вийшла книжка Малґожати Лебди українською мовою, яка об’єднала під однією обкладинкою дві поетичні добірки авторки: «Маточник» і «Сни укермеркерів».

## Видання українською мовою
Лебда М. Холод / Переклав Ю. Завадський. — Тернопіль: Видавництво «Крок», 2020. — 88 с. ISBN 978-617-692-381-7